# 凯文·浅野
凯文·義実·浅野（英語：Kevin Yoshimi Asano，日本名浅野 義実，1963年4月20日—），美国男子柔道运动员。他曾代表美国参加1988年夏季奥林匹克运动会柔道比赛，获得男子60公斤级银牌。他于2008年进入美国柔道名人堂。